# RLEF European Shield
Der European Shield ist ein Rugby-League-Wettbewerb. Er ist von der Rugby League European Federation organisiert.

## 2006 (Central Europe Development Tri-Nations)

### Ergebnisse
| 25. Juni 2006, in Bad Reichenhall |             |       |
| Deutschland                       | Österreich  | 34:32 |
| 22. Juli 2006, in Tallinn         |             |       |
| Estland                           | Deutschland | 24:38 |
| 2. September 2006, in Paternion   |             |       |
| Österreich                        | Estland     | 56:32 |

### Rangliste
| Mannschaft  | Gespielt | Gewonnen | Unentschieden | Verloren | Punkte für | Punkte dagegen | Differenz |
| ----------- | -------- | -------- | ------------- | -------- | ---------- | -------------- | --------- |
| Deutschland | 2        | 2        | 0             | 0        | 72         | 56             | +16       |
| Österreich  | 2        | 1        | 0             | 1        | 88         | 66             | +22       |
| Estland     | 2        | 0        | 0             | 2        | 56         | 94             | −38       |

## 2007

### Ergebnisse
| 7. Juli 2007, in Heidelberg |             |       |       |
| Deutschland                 | Serbien     | 6:38  | Video |
| 4. August 2007, in Prag     |             |       |       |
| Tschechien                  | Deutschland | 22:44 | Video |
| 18. August 2007, in Belgrad |             |       |       |
| Serbien                     | Tschechien  | 56:16 |       |

### Rangliste
| Mannschaft  | Gespielt | Gewonnen | Unentschieden | Verloren | Punkte für | Punkte dagegen | Differenz |
| ----------- | -------- | -------- | ------------- | -------- | ---------- | -------------- | --------- |
| Serbien     | 2        | 2        | 0             | 0        | 94         | 22             | +72       |
| Deutschland | 2        | 1        | 0             | 1        | 52         | 60             | −08       |
| Tschechien  | 2        | 0        | 0             | 2        | 38         | 100            | −62       |

## 2008

### Ergebnisse
| 13. Juni 2008, in Padua, Stadio Plebiscito |             |       |       |
| Italien                                    | Deutschland | 58:26 | Video |
| 12. Juli 2008, in Prag                     |             |       |       |
| Tschechien                                 | Italien     | 18:38 |       |
| 2. August 2008, in Karlsruhe               |             |       |       |
| Deutschland                                | Tschechien  | 62:20 |       |

### Rangliste
| Mannschaft  | Gespielt | Gewonnen | Unentschieden | Verloren | Punkte für | Punkte dagegen | Differenz |
| ----------- | -------- | -------- | ------------- | -------- | ---------- | -------------- | --------- |
| Italien     | 2        | 2        | 0             | 0        | 96         | 44             | +52       |
| Deutschland | 2        | 1        | 0             | 1        | 88         | 78             | +10       |
| Tschechien  | 2        | 0        | 0             | 2        | 38         | 100            | −62       |